# International Conference on the Great Lakes Region

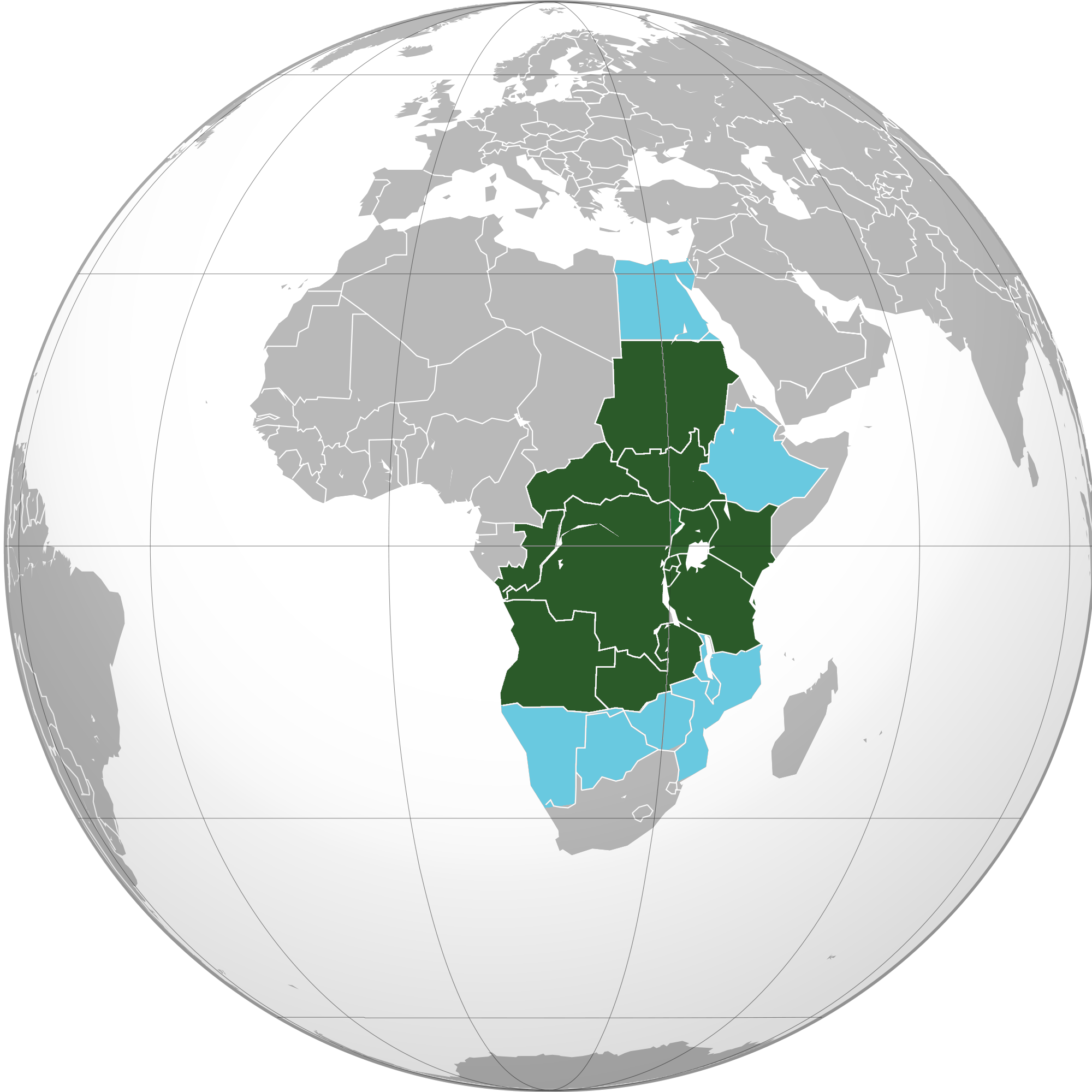
Mitgliedsstaaten (grün) und kooptierte Staaten (hellblau; Somalia fehlt hier)

Die International Conference on the Great Lakes Region (englisch; kurz ICGLR), Conférence Internationale sur la Région des Grands Lacs (französisch; kurz CIRGL) oder Jumuiya ya Nchi za Ukanda wa Maziwa Makuu (Swahili), deutsch etwa „Internationale Konferenz der Region der Großen Seen“, ist eine zwischenstaatliche Organisation in Zentralafrika. Ihr gehören zwölf Staaten als Vollmitglieder an.

## Struktur

### Mitglieder
Der ICGLR gehören die Staaten Angola, Burundi, Demokratische Republik Kongo, Kenia, Republik Kongo, Ruanda, Sambia, Sudan, Südsudan, Tansania, Uganda und Zentralafrikanische Republik an.

### Kooptierte Mitglieder
Ägypten, Äthiopien, Botswana, Malawi, Mosambik, Namibia, Simbabwe und Somalia sind kooptierte Mitglieder der ICGLR.

### Organisation
Das Hauptquartier befindet sich in Bujumbura, Burundi. Es wird von einem Exekutivsekretär geleitet, seit 2020 João Caholo. Weitere Niederlassungen sind das Goma Center und das Lusaka Center.
Die Organisation schloss unter anderem einen „Pakt für Sicherheit, Stabilität und Entwicklung“ in der Region. Regelmäßig finden Gipfeltreffen der Staatsoberhäupter sowie der Außenminister statt. So trafen sich 2017 die Staatschefs in Brazzaville zum 7. Gipfeltreffen.

## Geschichte
Am 20. November 2004 wurde die Dar-es-Salaam Declaration on Peace, Security, Democracy and Development in Daressalam als Reaktion auf den Zweiten Kongokrieg unterzeichnet. Heutige Grundlage ist ein 2006 geschlossenes Abkommen (Pact), das 2012 novelliert wurde. Zu den darin festgelegten Protokollen zählt unter anderem ein Nichtangriffspakt, der ein gegenseitiges Verteidigungsversprechen enthält.
2018 nahm eine Delegation der ICGLR als Wahlbeobachter an den Wahlen in der Demokratischen Republik Kongo teil.

### Exekutivsekretäre
- 2006–2011: Liberata Mulamula (Tansania)
- 2011–2016: Ntumba Luaba (DR Kongo)
- 2016–2020: Zachary Muburi-Muita (Kenia)
- seit 2020: João Caholo (Angola)